# Resistencia anticomunista en Polonia (1944–1989)

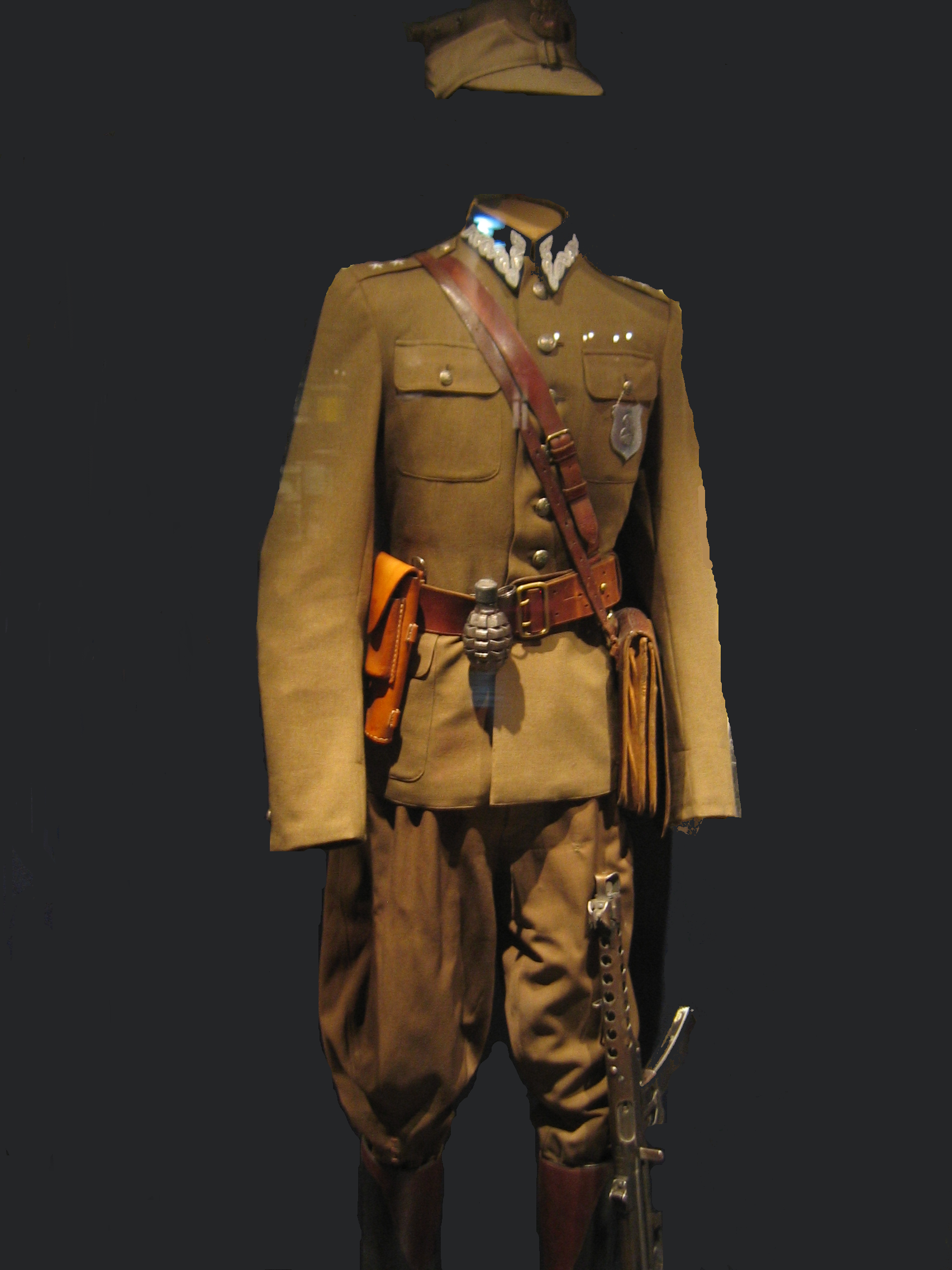
Uniforme del teniente partisano anticomunista polaco Edward Taraszkiewicz

La resistencia anticomunista en Polonia se puede dividir en dos tipos: la lucha armada partisana, en su mayoría dirigida por los antiguos soldados que formaron grupos como: Armia Krajowa y Narodowe Siły Zbrojne, que terminó a fines de la década de 1950 (véase: soldados malditos) y la resistencia civil no violenta; lucha que culminó en la creación y la victoria del sindicato Solidarność.

## Resistencia armada
- NIE
- Ruch Oporu Armii Krajowej
- Wolność i Niezawisłość
- Narodowe Siły Zbrojne
- Narodowe Zjednoczenie Wojskowe
- Konspiracyjne Wojsko Polskie
- Armia Krajowa Obywatelska
- Delegatura Sił Zbrojnych na Kraj
- Protestas de Poznań de 1956

## Resistencia civil
- Crisis política polaca de 1968
- Protestas polacas de 1970
- Letras de 1959
- Comité de Defensa de los Obreros - Komitet Obrony Robotników, KOR
- Ruch Obrony Praw Człowieka i Obywatela
- Solidaridad
- Acuerdo de la Mesa Redonda polaca